# 卡普马尼
卡普马尼，是西班牙加泰罗尼亚赫罗纳省的一个市镇。总面积27平方公里，总人口490人（2001年），人口密度18人/平方公里。